# شون ماكول
شون ماكول هو متسلق صخور ‏ كندي، ولد في 3 سبتمبر 1987 في فانكوفر في كندا.

## وصلات خارجية
- الموقع الرسمي
- شون ماكول على موقع الاتحاد الدولي لرياضة التسلق (الإنجليزية)
- شون ماكول على موقع اللجنة الأولمبية الدولية (الإنجليزية)
- شون ماكول على موقع أوليمبيديا (الإنجليزية)
- شون ماكول على موقع الجمعية الدولية للألعاب العالمية (الإنجليزية)